# Terra de Van Diemen

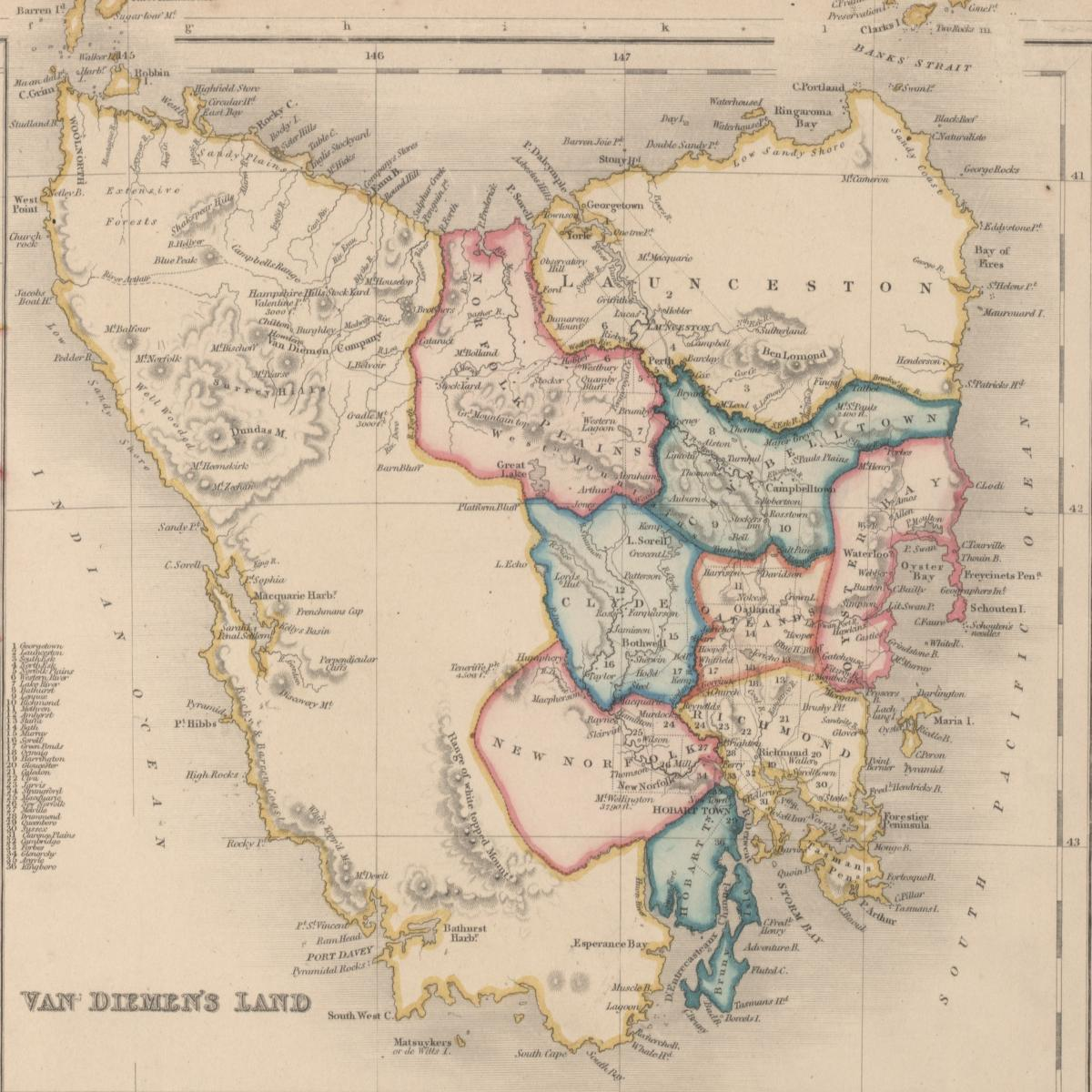
Mapa da Terra de Van Diemen (1852)

Terra de Van Diemen foi a primeira designação que os europeus deram à ilha da Tasmânia, hoje parte da Austrália. O explorador neerlandês Abel Tasman foi o primeiro europeu a explorar a Tasmânia, a que chamou Anthoonij van Diemenslandt em homenagem a Anthony van Diemen, governador-geral da Companhia Holandesa das Índias Orientais que promoveu a expedição de Tasman pela região (1642-1643).
Em 1803, a ilha foi colonizada pelos britânicos como colônia penal com o nome de Terra de Van Diemen (Van Diemen's Land). Mudou de nome para Tasmânia em 1856.